# 延齡 (道光二十七年進士)
延齡（1812年—？年），字覃生，号寿峰，康杰達氏，內務府正白旗滿洲毓恆管領下人，由廩生中式道光十九年己亥科舉人，道光二十七年（1847年）丁未科進士。

## 生平
- 中進士後，奉旨以知縣用，籤掣甘肅，親老告近，改掣山東。
- 道光二十七年十二月到山東省，二十八年（1848年）十一月丁艱回旗。
- 咸豐元年（1851年）三月服滿，照例仍赴甘肅候補，是年十月到省，委署環縣知縣。
- 咸豐三年（1853年）七月題補古浪縣知縣遵例加捐知州銜。
- 咸豐五年（1855年）十二月，在捐銅局遵籌餉事例報捐知府，指省分發陝西試用

## 家族
- 堂兄惠齡，杭州织造兼南北新关税务监督；
- 堂兄锡龄，道光辛卯举人；
- 堂弟宝齡，山海关税务监督；
- 堂侄恩吉，咸丰癸丑进士。